# Verband der Schweizerischen Uhrenindustrie FH
Der Verband der Schweizerischen Uhrenindustrie FH (Fédération de l’industrie horlogère suisse) ist eine 1982 gegründete  Dachorganisation der Schweizer Uhrenindustrie mit Hauptsitz in Biel/Bienne. Der privatrechtliche und nicht gewinnorientierte Verband hat über 500 Mitglieder, etwa 90 Prozent aller Schweizer Uhren- und Uhrenbestandteilehersteller.

## Ziele
Die Ziele sind nach eigener Darstellung:
- zur Entwicklung der Schweizer Uhrenindustrie beizutragen;
- eine dauerhafte Verbindung zwischen seinen Mitgliedern herzustellen, um ihre gemeinsame Interessen  zu vertreten;
- die Schweizer Uhrenindustrie bei den schweizerischen, ausländischen und internationalen Behörden und Wirtschaftsorganisationen zu vertreten;
- die Interessen seiner Mitglieder bei der Ausarbeitung nationalen und ausländischen Gesetzgebung und internationalen Verhandlungen geltend zu machen;
- die Interessen seiner Mitglieder durch rechtliche Massnahmen zu verteidigen.

## Vertretungen
Der Verband unterhält ständige Vertretungen in Hongkong und Tokio.

## Verbandspräsidenten
Die Präsidenten werden auf drei Jahre gewählt.
- 1951–1979: Karl Obrecht
- 1983–1993: André Margot
- 1993–2002: François Habersaat († 2010)
- 2002–2023: Jean-Daniel Pasche
- seit 2024: Yves Bugmann[3]

## Grand Prix d’Horlogerie de Genève
Der Verband verleiht seit dem Jahr 2000 den Grand Prix d’Horlogerie de Genève.